# 伊斯奈
伊斯奈（法語：Isenay，法語發音：[iznɛ]）是法国涅夫勒省的一个市镇，属于希农堡（城）区。

## 地理
伊斯奈（46°54'6"N, 3°42'17"E）面积20.17 平方千米，位于法国勃艮第-弗朗什-孔泰大區涅夫勒省，该省份为法国中部省份，北至约讷省，西北接卢瓦雷省，西接谢尔省，南至阿列省，东南接索恩-卢瓦尔省，东临科多尔省。
与伊斯奈接壤的市镇（或旧市镇、城区）包括：利芒通、泰村、蒙塔龙、卡讷河畔蒙蒂尼、圣格拉蒂安-萨维尼、旺德内斯。
伊斯奈的时区为UTC+01:00、UTC+02:00（夏令时）。

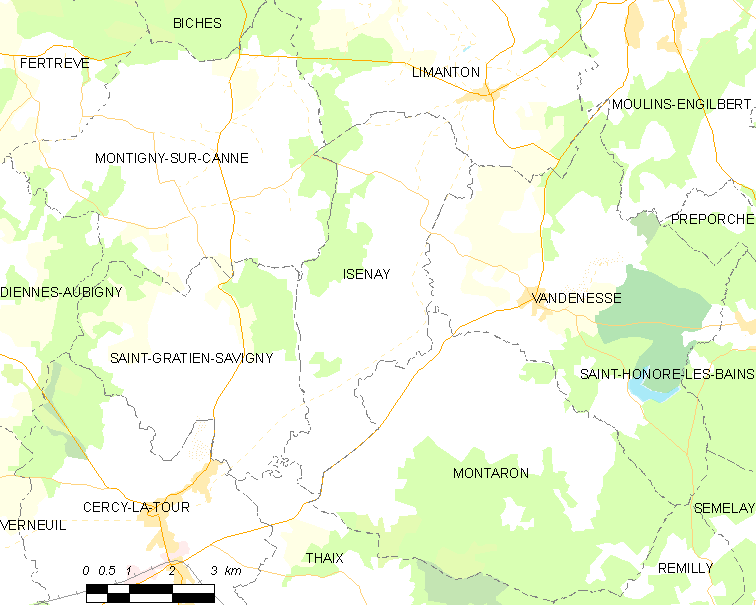
伊斯奈的OSM定位图

## 行政
伊斯奈的邮政编码为58290，INSEE市镇编码为58135。

## 政治
伊斯奈所属的省级选区为吕济县。

## 人口

1962-2008年间伊斯奈人口变化图示

伊斯奈于2022年1月1日时的人口数量为102人。